# 菜寮溪
菜寮溪是臺灣西南部河流曾文溪的一條支流。菜寮溪的源頭位於臺南市南化區與高雄市內門區交界處的分水山，流經南化區、左鎮區，在山上區注入曾文溪。全長約37公里，流域面積121.31平方公里:156。

## 水文
菜寮溪發源於南化區分水山北麓，流到九空橋處與南化溪合流，之後流入左鎮區境內:156。進入左鎮區後，菜寮溪往西南流到內庄里水流東的民生橋後，與支流匯合，轉往北行:156。經過左鎮本部落、摔死猴、邦寮、三重溪、菜寮、松子頂、石子崎等地後，於山上區的牛稠埔流入曾文溪:156。

### 支流、分流
- 卓猴溪
- 頂店溪
- 頭前溪
- 後坑仔溪
- 牛食水溪
- 風吹嶺溪
- 木岡山溪
- 芋匏溪
- 岡仔林溪（岡林溪）
  - 水流東溪
  - 滴水溪（塔流溪）
  - 草山溪
    - 青瓜寮溪
    - 鹽水坑溪
    - 紅毛寮溪
    - 紅水瑔溪

## 考古學
菜寮溪因河床中有大量化石而聞名，一部分菜寮溪的流路區域在大雨後會沖刷出化石。1931年，有人在河床中發現奇石，將其寄給於台北帝國大學任教的地質學家早坂一郎。該年秋天，早坂一郎在此地勘查，發現鹿角、牛齒、鮫齒、珊瑚等化石。他將其收集後發表相關論文，是台灣的化石研究先驅。
1970年，以一名當地農夫在菜寮溪區域撿到一塊古代人類化石為開端，從1971年1978年，考古人員陸續在菜寮溪區域採集出一批古代人類化石。之後探勘人員陸續於此發掘左鎮動物群化石。過去設有菜寮化石館。之後化石館於2017年重建成臺南左鎮化石園區。於2019年5月12日開幕。